# Mops petersoni
Tadarida petersoni là một loài động vật có vú trong họ Dơi thò đuôi, bộ Dơi. Loài này được El Rayah mô tả năm 1981.